# Świadkowie Jehowy w Kenii
Świadkowie Jehowy w Kenii – społeczność wyznaniowa w Kenii, należąca do ogólnoświatowej wspólnoty Świadków Jehowy, licząca w 2023 roku 31 017 głosicieli, należących do 605 zborów. Na dorocznej uroczystości Wieczerzy Pańskiej w 2023 roku zgromadziło się 70 228 osób. Działalność miejscowych głosicieli oraz Świadków Jehowy w Sudanie, Świadków Jehowy w Sudanie Południowym i Świadków Jehowy w Tanzanii koordynuje Biuro Oddziału Afryka Wschodnia w Nairobi. Sale Zgromadzeń znajdują się w Mtwapa koło Mombasy oraz w Nyahururu, a Biura Tłumaczeń w Kisumu, Nyeri i Machakos. W Eldoret znajduje się jeden z 17 ośrodków szkoleń biblijnych na świecie.

## Historia

### Początki
W roku 1931 Frank i Gray Smith z Kapsztadu rozpoczęli działalność w okolicach Mombasy. Wkrótce dołączyli do nich głosiciele z Afryki Południowej – Robert Nisbet i David Norman. W roku 1949 do Nairobi przyjechała z  Wielkiej Brytanii Mary Whittington, która została pierwszym miejscowym Świadkiem Jehowy.

### Rozwój działalności
W roku 1950 Olga Butler została pierwszym Świadkiem Jehowy ochrzczonym w Kenii. W roku 1952 w Nairobi przemówienia wygłosili Nathan H. Knorr i Milton G. Henschel. W roku 1956 do kraju przyjechali pierwsi misjonarze Biblijnej Szkoły Strażnicy – Gilead – William i Muriel Nisbet.
W roku 1960 przekroczono liczbę 100 głosicieli. W roku 1961 na farmie kawy zorganizowano pierwszy w Kenii kongres pod hasłem „Zjednoczeni wielbiciele”, a w tym samym roku w kongresie w Kitwe w Zambii uczestniczyła delegacja Świadków Jehowy z Kenii. 

#### Legalizacja działalności
W roku 1962 zalegalizowano działalność Świadków Jehowy w Kenii pod nazwą „Międzynarodowe Stowarzyszenie Badaczy Pisma Świętego oraz Stowarzyszenie Świadków Jehowy w Afryce Wschodniej”. 
W tym samym roku John Mulatya i Jaffred Ndombi zostali pierwszymi ochrzczonymi rdzennymi mieszkańcami kraju. Do Kenii przybyli kolejni misjonarze. Rok później otwarto Biuro Oddziału.
W 1963 roku ukazała się również pierwsza książka w języku suahili – Od raju utraconego do raju odzyskanego. Liczbę 500 głosicieli osiągnięto w 1968 roku.
W roku 1971 przekroczono liczbę 1000 głosicieli. W roku 1973 odbył się w Kenii pierwszy w tym kraju kongres międzynarodowy pod hasłem „Boskie zwycięstwo”.

#### Ponowny zakaz działalności
W 1973 roku władze państwowe zakazały działalności ponad 1200 głosicielom, a zagraniczni misjonarze musieli opuścić kraj.

#### Uchylenie zakazu działalności
W roku 1978 uchylono zakaz. Zorganizowano po raz drugi w Kenii kongres międzynarodowy pod hasłem „Zwycięska wiara”; następny taki kongres zorganizowano w grudniu 1985 roku. W kongresie tym, pod hasłem „Lud zachowujący prawość” w Jamhuri Park w Nairobi brało udział 8139 delegatów z 32 krajów – głównie z Austrii, Francji, Holandii, Republiki Federalnej Niemiec, Stanów Zjednoczonych, Wielkiej Brytanii, Włoch i państw skandynawskich. 121 osób zostało ochrzczonych.

#### Kolejny zakaz
W latach 1987–1992 w Kenii ponownie obowiązywał Świadków Jehowy zakaz działalności. 
Pomimo wprowadzonemu kilka tygodni wcześniej tego zakazu, w grudniu 1987 roku zorganizowano kongres pod hasłem „Zaufaj Jehowie”, na którym zgromadziło się 10 177 osób, a 228 zostało ochrzczonych.
W roku 1989 przekroczono liczbę 5 tysięcy, a w 1995 roku 10 tysięcy głosicieli. 

#### Ponowna legalizacja
W roku 1993 cofnięto zakaz działalności. W roku 1993 odbył się kongres międzynarodowy (na dwóch stadionach). Z 44 krajów przybyło prawie 4000 delegatów, ogólna liczba obecnych wyniosła 17 875.
W roku 1994 oraz w 2004 zorganizowano pomoc humanitarną dla współwyznawców w obozach dla uchodźców z sąsiednich krajów. W 1996 roku wydano Chrześcijańskie Pisma Greckie w Przekładzie Nowego Świata (Nowy Testament) w języku suahili (Całą Biblię w tym przekładzie opublikowano w 2003 roku).
W roku 1997 otwarto nowe Biuro Oddziału, a rok później odbył się kolejny kongres międzynarodowy pod hasłem „Boża droga życia”. W 2000 roku zanotowano liczbę ponad 15 tysięcy głosicieli, a w 2005 roku 20 tysięcy.
Od 3 do 6 grudnia 2009 roku w Nairobi odbył się kongres międzynarodowy pod hasłem „Czuwajcie!” z udziałem ponad 39 tysięcy delegatów.
W roku 2011 przybyli kolejni misjonarze Szkoły Gilead. W 2013 roku działało w kraju ponad 26 tysięcy Świadków Jehowy. Zorganizowano też pomoc humanitarną dla poszkodowanych przez suszę.
29 sierpnia 2014 roku na kongresie pod hasłem „Szukajmy najpierw Królestwa Bożego!” ogłoszono wydanie Chrześcijańskich Pism Greckich w Przekładzie Nowego Świata w języku luo. 28 sierpnia 2015 roku ogłoszono wydanie Chrześcijańskich Pism Greckich w Przekładzie Nowego Świata w języku kikuju, a wydanie pełnego przekładu Biblii w tym języku ogłoszono 14 września 2018 roku na kongresie specjalnym pod hasłem „Bądź odważny!” w Kiambu. Tego samego dnia w Machakos ogłoszono wydanie Chrześcijańskich Pism Greckich w Przekładzie Nowego Świata w języku kamba.
W roku 2015 z okazji wizyty przedstawiciela Biura Głównego Świadków Jehowy transmitowano do 25 miejsc specjalny program, z którego skorzystało ponad 35 tysięcy osób.
W dniach od 2 do 4 grudnia 2016 roku w Nairobi odbył się kongres specjalny pod hasłem „Lojalnie trwajmy przy Jehowie!” z udziałem zagranicznych delegatów m.in. z Demokratycznej Republiki Konga, Etiopii, Tanzanii, Ugandy i Stanów Zjednoczonych.
W roku 2015 zebrania zborowe odbywały się w 11 językach, którymi posługiwało się 667 zborów, które korzystały z 384 Sal Królestwa. Zbory działają również w obozach dla uchodźców, m.in. do zboru w obozie Kakuma należą głosiciele pochodzący z ośmiu krajów.
W 2015 roku w Kenii działało 28 005 głosicieli.
W sierpniu 2017 roku delegacja Świadków Jehowy z Kenii uczestniczyła w kongresie specjalnym pod hasłem „Nie poddawaj się!” w Antananarywie na Madagaskarze. We wrześniu 2018 roku w Maputo w Mozambiku odbył się kongres specjalny pod hasłem „Bądź odważny!” z udziałem delegacji z Kenii. We wrześniu 2019 roku delegacja z Kenii wzięła udział w kongresie międzynarodowym pod hasłem „Miłość nigdy nie zawodzi!” w Johannesburgu.
30 sierpnia 2019 roku na kongresie regionalnym pod hasłem „Miłość nigdy nie zawodzi!” w Kisumu ogłoszono wydanie Pisma Świętego w Przekładzie Nowego Świata w języku luo, którym posługuje się około 1800 głosicieli w Kenii. Ogółem na tym i na dwóch innych kongresach, do których niektóre punkty programu były transmitowane, obecnych było 2481 osób. 9 listopada 2019 roku w Eldoret oddano do użytku nowy ośrodek szkoleń biblijnych. W 2021 roku osiągnięto liczbę 29 911 głosicieli, a na Wieczerzy Pańskiej zgromadziło się 78 181 osób, a w roku 2023 osiągnięto liczbę 31 017 głosicieli.
Od 2015 roku do 2022 roku 36 dzieci Świadków Jehowy zostało usuniętych ze szkół lub zawieszonych w prawach ucznia za odmowę uczestniczenia w ceremoniach religijnych organizowanych przez władze szkolne. 23 października 2018 roku przedstawiciele Biura Oddziału Świadków Jehowy w Nairobi spotkali się w tej w sprawie z sekretarz ministerstwa edukacji. W wydanym 4 marca 2022 roku rozporządzeniu kenijski minister edukacji polecił pracownikom oświaty przestrzegać wolności religijnej uczniów. 12 maja 2023 roku Sąd Apelacyjny w Kenii wydał orzeczenie, które chroni prawa religijne uczniów w tym kraju. Mimo obowiązującego prawa stanowiącego, że nikogo nie można zmuszać do brania udziału w zajęciach sprzecznych z jego przekonaniami religijnymi, od 2015 roku w sumie 41 dzieci Świadków Jehowy zostało wydalonych ze szkoły lub zawieszonych w prawach ucznia za to, że nie chciały brać udziału w praktykach innych religii. W kwietniu 2024 roku zorganizowano pomoc humanitarną dla poszkodowanych przez powódź. W 2024 roku delegacja z Kenii wzięła udział w kongresie regionalnym pod hasłem „Głośmy dobrą nowinę!” w Lyonie we Francji. 
Kongresy regionalne odbywają się w języku angielskim, kamba, kikuju, luo i suahili.
Według danych na rok 2024 na terenie nadzorowanym przez Biuro Oddziału Afryka Wschodnia potrzebne było wybudowanie 126 nowych Sal Królestwa.
Miejscowe Biuro Oddziału nadzoruje tłumaczenie literatury biblijnej na dziesięć języków, w tym również na kenijski język migowy.